# Hydnangium
Hydnangium — рід грибів родини Hydnangiaceae. Назва вперше опублікована 1839 року.
Усі види цього роду відомі ектомікоризним зв'язком з деревами.